# Облога (фільм, 1998)
«Обло́га» (англ. «The Siege») — американський бойовик 1998 року режисера Едварда Цвіка.

## Сюжет
Після того, як американські військові викрадають лідера ісламських терористів, ті розв'язують в Нью-Йорку справжню війну. Найжорстокіші терористичні акти відбуваються один за одним, наводячи паніку на мешканців міста. Глава Об'єднаного Антитерористичного Підрозділу ФБР Ентоні Хаббард очолює групу з виявлення винуватців терактів. Йому допомагає таємний оперативний агент ЦРУ Еліза Крафт. Вона володіє цінними джерелами інформації в середовищі американців арабського походження і тісно пов'язана з ними. Але всі їхні зусилля не приводять до бажаних результатів. Вимоги громадськості забезпечити безпеку громадян змушують президента США оголосити надзвичайний стан і звернутися за допомогою до армії.

## У ролях
- Дензел Вашингтон — Ентоні Габбард
- Аннетт Бенінг — Еліс Крафт / Шарон Бріджер
- Брюс Вілліс — генерал-майор Вільям Деверо
- Тоні Шалуб — агент Френк Гаддад
- Самі Буажила — Самір Нажді
- Агмед Бен Ларбі — Шейх Агмед Бін Талал
- Вуд Гарріс — офіцер Гендерсон
- Ліанна Пай — Тіна Осу
- Марк Веллі — агент ФБР Майк Йоханссен
- Джек Гуолтні — Фред Даріус
- Девід Провал — Денні Суссман
- Ленс Реддік — агент ФБР Флойд Роуз
- Аасіф Мандві — Халіл Саліх